# Differenzmaschine

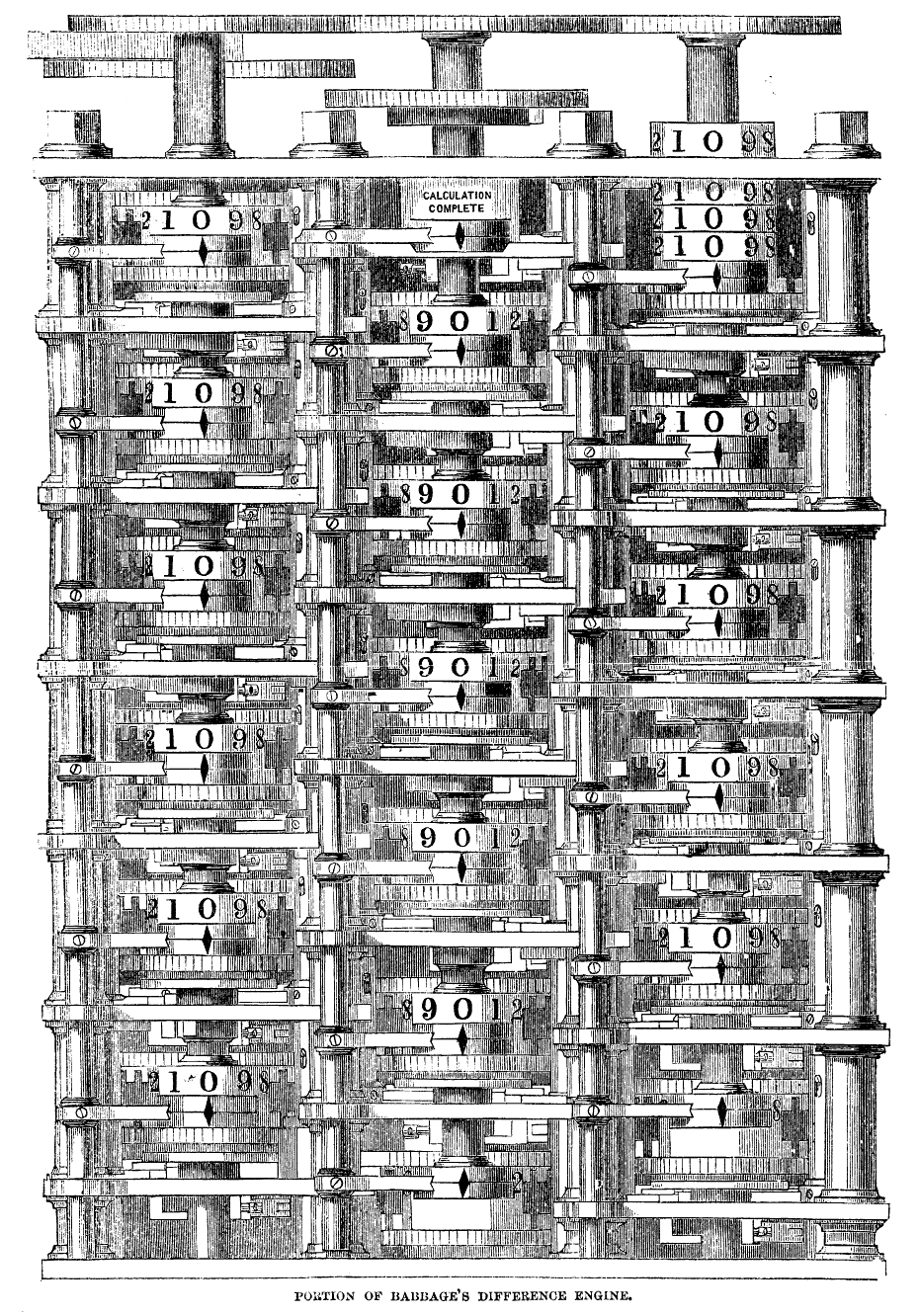
Differenzmaschine No. 1 von Charles Babbage

Eine Differenzmaschine (englisch difference engine) ist ein Rechenwerk, mit dem polynomiale Funktionen ausgewertet werden können. Die ersten Differenzmaschinen waren rein mechanische Umsetzungen eines ansonsten von Menschen durchgeführten Algorithmus,:12f. der hauptsächlich in der Berechnung und Erweiterung bestehender Tabellenwerke Anwendung fand. Da jede stetig differenzierbare Funktion durch ein Polynom angenähert werden kann (Approximation), sind Differenzmaschinen vielseitig einsetzbar, sowohl zur Interpolation zwischen Tabelleneinträgen, als auch zur Neuberechnung von Funktionswerten. Trotz dieser allgemein anerkannten Nützlichkeit vergingen fast 80 Jahre von der ersten Maschine bis zum systematischen Einsatz bei der Tabellenerstellung.
Erste Gedanken zu einer solchen Maschine fanden sich bereits im ausgehenden 18. Jahrhundert. Unabhängig davon wurde die Idee der Mechanisierung der Erstellung von Tabellenwerken 1812 von Charles Babbage aufgegriffen und 1820–1822 erstmals umgesetzt. Die Versuche von Babbage, eine nutzbare Maschine zu bauen, scheiterten. Die Veröffentlichungen über seine Maschine, insbesondere die von Dionysius Lardner, erwiesen sich jedoch als sehr einflussreich und führten zu zahlreichen Maschinen (Scheutz,:viii-ix Wiberg, Deacon:ix), die jeweils kurzzeitig eingesetzt wurden.
Die 1910 von Julius Bauschinger und Johann Theodor Peters herausgegebenen achtstelligen Logarithmentafeln waren das erste bedeutende, mit einer Differenzmaschine erstellte Tabellenwerk.:451 Die von Christel Hamann für die Erstellung des Tabellenwerkes konstruierte Differenzmaschine wurde gestohlen, und die Pläne galten bereits 1928 als untergegangen.:450–451 Getragen von dem Erfolg dieser Maschine, wurden zahlreiche kommerzielle Rechenmaschinen so angepasst, dass sie auch als Differenzmaschinen nutzbar waren: 1912 entwickelte T. C. Hudson mit der Burroughs Adding Machine Company eine Maschine für zwei Differenzen. 1928 wurde die Brunsviga-Dupla vorgestellt, eine Rechenmaschine mit zwei Ergebnisregistern, die als Differenzmaschine genutzt werden konnte. 1931 stellte Leslie John Comrie bei der Inspektion einer National Accounting Machine Class 3000-Buchungsmaschine fest, dass diese auch als Differenzmaschine mit sechs Differenzen genutzt werden konnte.:137–138
Für die Berechnung seiner 20-stelligen Logarithmentafel baute Alexander John Thompson 1950 eine Differenzmaschine, indem er vier Rechenmaschinen auf einem Holzträger fixierte und mechanisch koppelte.:136–137
Mit dem Aufkommen der Computer verschwanden erst die Differenzmaschinen und später die Logarithmentafeln.

## Geschichte

### Johann Helfrich von Müller
Nach Fertigstellung seiner Rechenmaschine verfasste Johann Helfrich Müller 1786 ein Benutzerhandbuch, in dessen Anhang er einen Ausblick für zukünftige Verbesserungen darstellte. Neben Andeutungen über die Nützlichkeit eines Druckwerks zur Dokumentation von Rechenergebnissen stellte er auch seine Gedanken über eine neuartige Maschine dar, die Zahlenreihen mittels der Methode der Differenzen berechnen können sollte. Es gibt keinen Hinweis darauf, dass es sich bei der Beschreibung von Müller um mehr als ein Konzept handelte. Vielmehr ist die Beschreibung als Angebot zu sehen, bei entsprechender Finanzierung eine solche Maschine einschließlich eines Druckers zu konstruieren und zu fertigen.:124–126 Er stand deshalb unter anderem mit dem Göttinger Mathematiker Albrecht Ludwig Friedrich Meister im Briefkontakt. Die erste schriftliche Erwähnung der grundlegenden Prinzipien einer Differenzmaschine findet sich in einem Brief von Müller an Meister vom 10. September 1784. In der neueren Forschung wird hervorgehoben, dass der Gedanke an den Bau einer solchen Differenzmaschine von Meister ausgegangen sei: Die Ausführungen von Müller belegen, dass dieser von den Anwendungsmöglichkeiten einer solchen Maschine keine Vorstellung besaß.:222

### Charles Babbage

#### Difference Engine No. 0
Die erste funktionsfähige Differenzmaschine wurde von Charles Babbage zwischen 1820 und 1822 gebaut. Babbage kannte zu diesem Zeitpunkt, nach heutiger Lehrmeinung, die Überlegungen von Johann Helfrich von Müller nicht,:126–127 diese wurden ihm erst später von seinem Freund John Herschel ins Englische übersetzt. Diese erste Differenzmaschine konnte mit zwei Differenzen bei einer Genauigkeit von sechs Stellen rechnen.:127 Babbage sah die Maschine als Teil-Modell einer noch zu bauenden, größeren Differenzmaschine an. Das Modell hatte die Funktion einer Machbarkeitsstudie, um finanzielle Unterstützung für eine größere Maschine zu erhalten. Das Modell wurde vielfach vorgeführt, seine Rechengeschwindigkeit wurde in einem Brief an den Präsidenten der Royal Society, Sir Humphry Davy, mit 44 Ergebnissen pro Minute angegeben. Auch wenn Babbage die Fertigung der Maschine als verbesserungswürdig beschrieb, so ist festzuhalten, dass die Maschine vor allem aufgrund ihrer konservativen Auslegung hervorragend funktionierte. Auch wenn es die einzige Rechenmaschine war, die Babbage zu Lebzeiten fertigstellte, so zeigt sie, dass er sehr wohl in der Lage war, die fertigungstechnischen Probleme und Ungenauigkeiten seiner Zeit durch ein entsprechendes Design zu kompensieren. Die Maschine verfehlte ihre Wirkung nicht, ein Jahr nach ihrer Vorstellung wurden Babbage von der Regierung 1500 £ für die Entwicklung und Herstellung einer Differenzmaschine zur Verfügung gestellt.:127
In der Fachliteratur wird das Modell als Differenzmaschine No. 0 bezeichnet. Eine detaillierte Beschreibung einschließlich Funktionszeichnungen von Maschinenteilen finden sich in einem Manuskript von Babbage, das dieser zur Veröffentlichung seinem Freund H. W. Buxton gab. Das Modell, eine zeitgenössische Darstellung des Modells oder dessen Baupläne existieren heute nicht mehr. Es wird angenommen, dass Henry Prevost Babbage Teile der Differenzmaschine No. 0 für die Erstellung der Fragmente der Differenzmaschine No. 1 (siehe unten) nutzte.:74

#### Difference machine No. 1

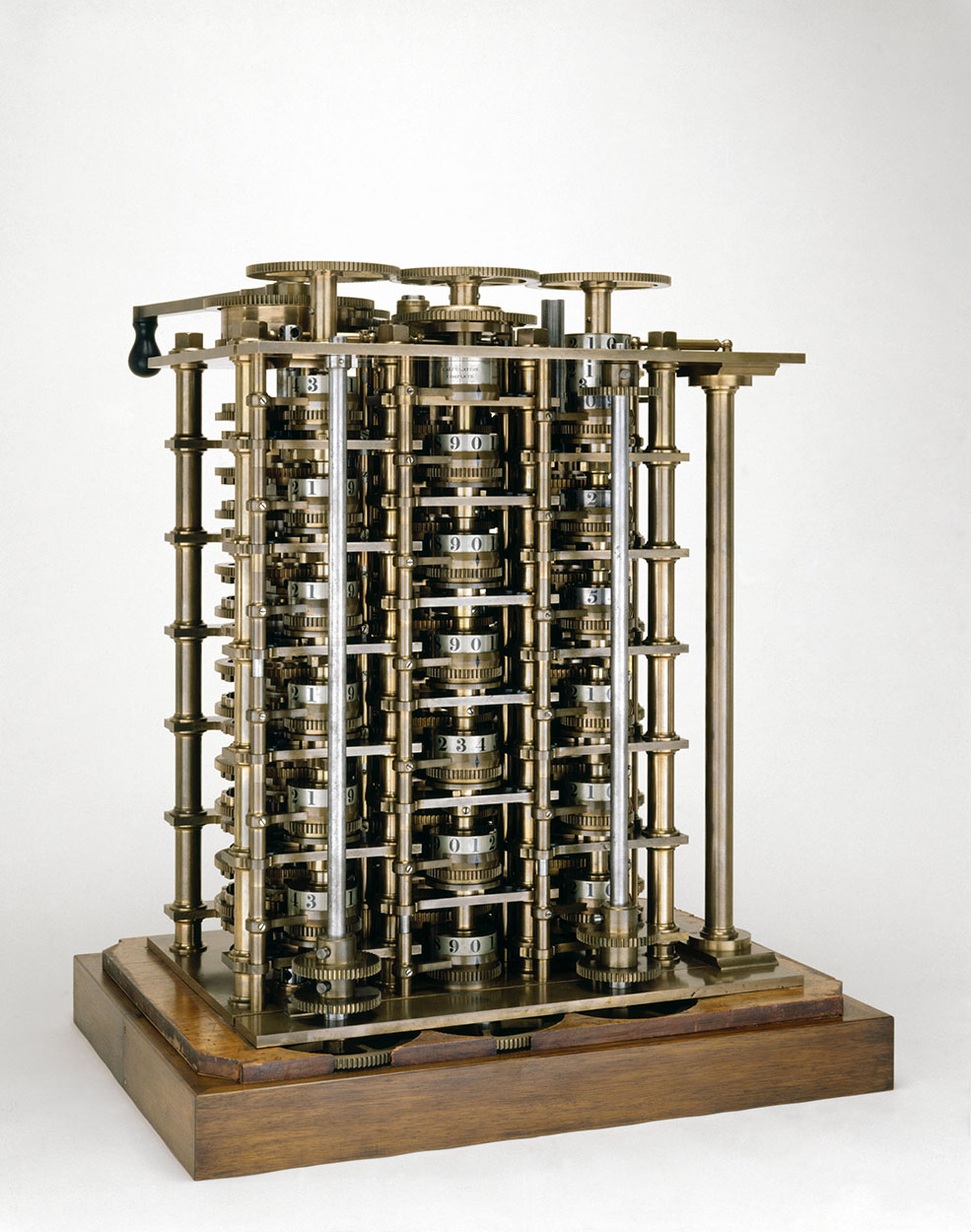
Von Charles Babbage 1832 erbauter Demonstrator der Differenzmaschine No. 1 (Science Museum, London).

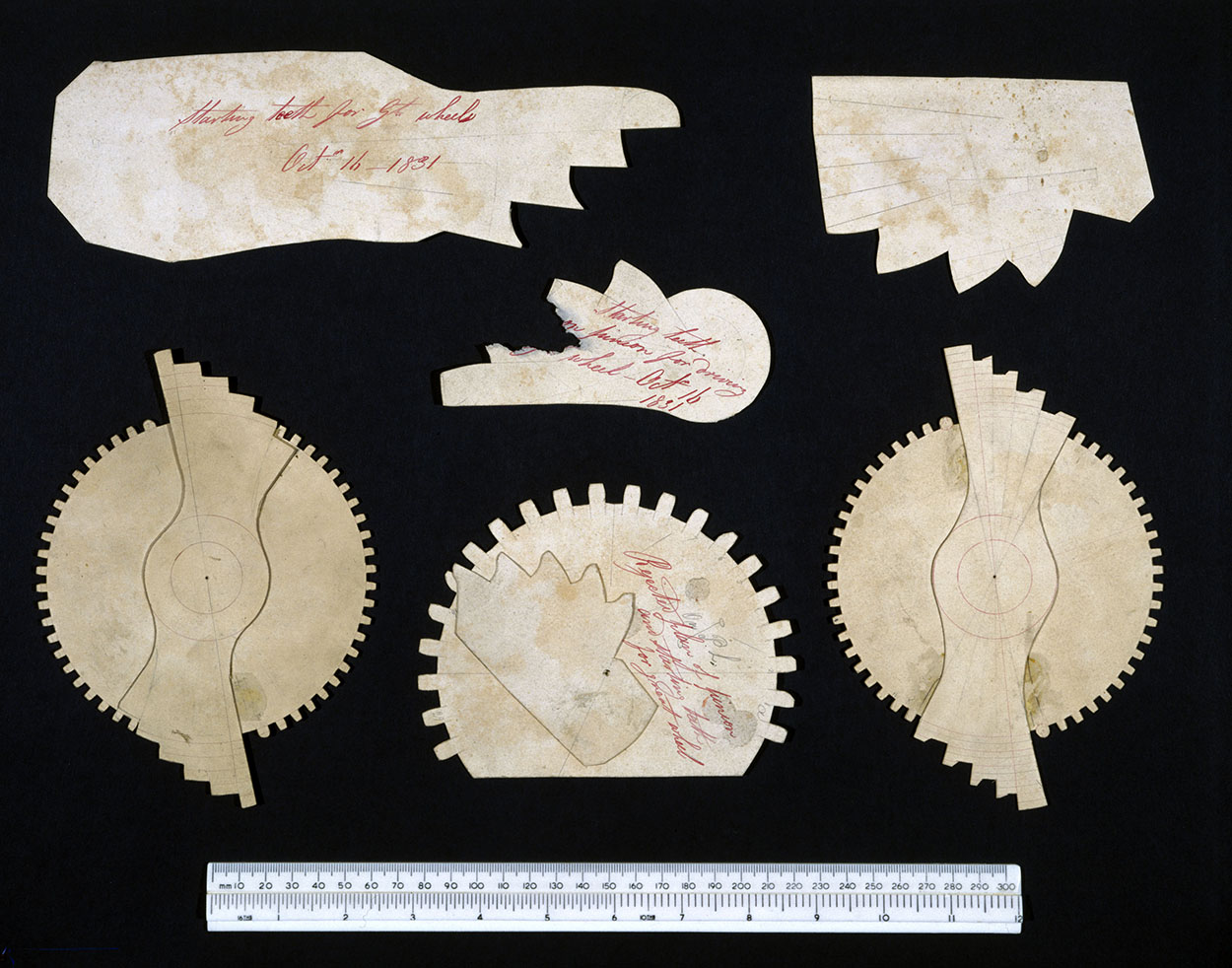
Von Charles Babbage als Funktionsmodell hergestellte Zahnräder aus Pappe (1831), (Science Museum, London).

Mit der gesicherten finanziellen Unterstützung durch die Regierung beauftragte Babbage den Präzisions-Mechaniker Joseph Clement, ihn beim Bau der Differenzmaschine No. 1 zu unterstützen. Clement war zu dem Zeitpunkt der beste Metallbearbeiter Londons. Sein Perfektionismus erstreckte sich sowohl auf die Konstruktion, die Zeichnungen als auch die handwerkliche Ausführung. Mit Babbage und Clement trafen zwei Perfektionisten aus unterschiedlichen Gebieten aufeinander, die sich jedoch darin einig waren, dass die Maschine eher von hervorragender Qualität sein denn schnell fertiggestellt werden sollte.:127 Babbages Auftraggeber in der Regierung hatten andere Ansichten, die im Jahr 1833 im Zerwürfnis von Babbage und Clement über die Bezahlung von dessen Diensten mündeten. Entsprechend der damaligen Rechtsprechung durfte Babbage nur die gefertigten Teile behalten, die Konstruktionspläne der Differenzmaschine und deren Einzelteile sowie die hergestellten Werkzeuge blieben bei Clement. Als Besonderheit war in der Difference Engine No. 1 ein Rekursionsmechanismus vorgesehen, durch den das Rechenergebnis, verschoben um beliebige Zehnerpotenzen, von der zweiten Differenz abgezogen werden konnte. Zu diesem Zeitpunkt wurde aus den bis dahin von Clement gefertigten Teilen der Demonstrator der Differenzmaschine No. 1 zusammengesetzt. Dieser Demonstrator wurde nie zu einer vollständigen Differenzmaschine ausgebaut; er ist heute im Science Museum in London zu besichtigen.:127–128 Als Clement die Konstruktionszeichnungen an Babbage aushändigte, war dessen Aufmerksamkeit ganz auf die Analytical Engine gerichtet, eine Maschine, die, wenn fertiggestellt, alle Differenzmaschinen hätte vollständig ersetzen können.:Abschnitt 12 Durch diesen Mechanismus konnten z. B. Trigonometrische Funktionen berechnet und nicht nur vorhandene Tabellenwerte interpoliert werden. Es handelt sich bei dieser Erweiterung um den ersten Rekursionsmechanismus überhaupt.:Abschnitt 12
Kurz nach dem Bau des Demonstrators veröffentlichte Dionysius Lardner 1834 in der Edinburgh Review einen Artikel über die Rechenmaschine von Charles Babbage. Babbage lieferte die Details für den Artikel, die Lardner jedoch fast nach Belieben ausschmückte und veränderte.:130 Ziel des Artikels war es, die Regierung von der Nützlichkeit der Maschine zu überzeugen und die weitere Finanzierung zu garantieren. Auch wenn er dieses Ziel verfehlte, so inspirierte er sowohl George Scheutz als auch Alfred Deacon, eigene Differenzmaschinen zu konstruieren und auch zu bauen.

##### Fragmente aus Originalteilen
Auch wenn die Differenzmaschine No. 2 und die Originalteile von Babbage heute im Science Museum in London die zentralen Ausstellungsstücke in der Mathematik- und Computer-Abteilung sind,:47 wollte das Museum zu seinen Lebzeiten die Differenzmaschine, die Demonstratoren späterer Differenzmaschinen oder Teile davon nicht aufnehmen.:148
Im Jahre 1879, nach dem Tod von Babbage, setzte sein jüngster Sohn, Henry Prevost Babbage, aus den vorgefundenen Originalteilen, die allesamt vor 1834 hergestellt wurden, sechs eigenständige Differenzmaschinen-Fragmente zusammen:Appendix 4 und verschenkte sie.

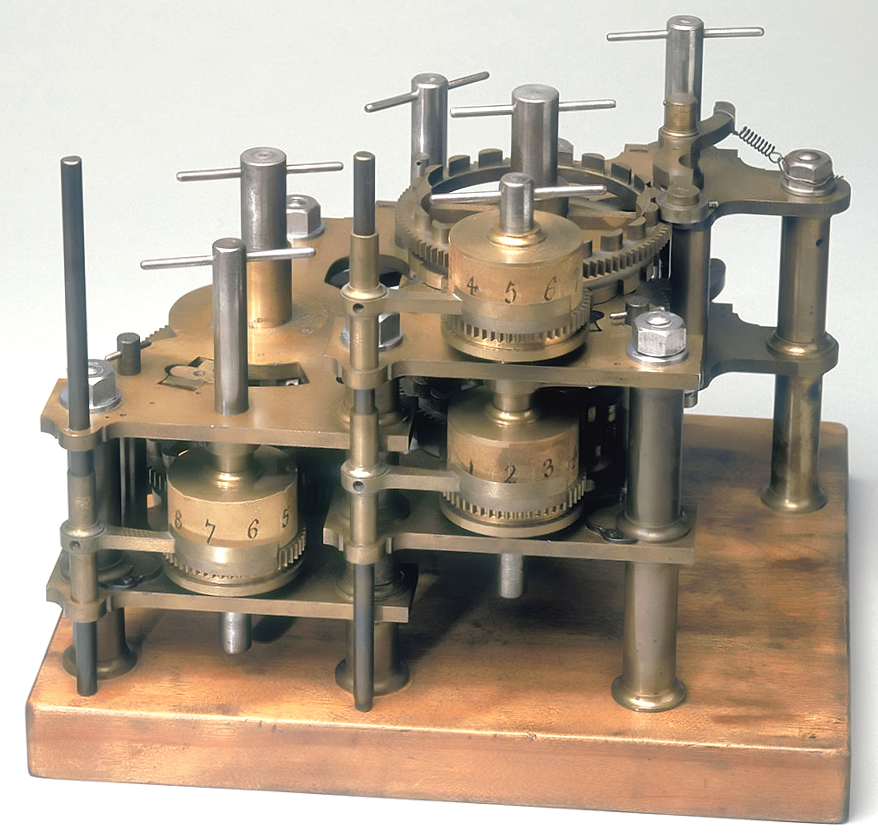
Ursprünglich University College London,[26]:187 jetzt Science Museum, London.
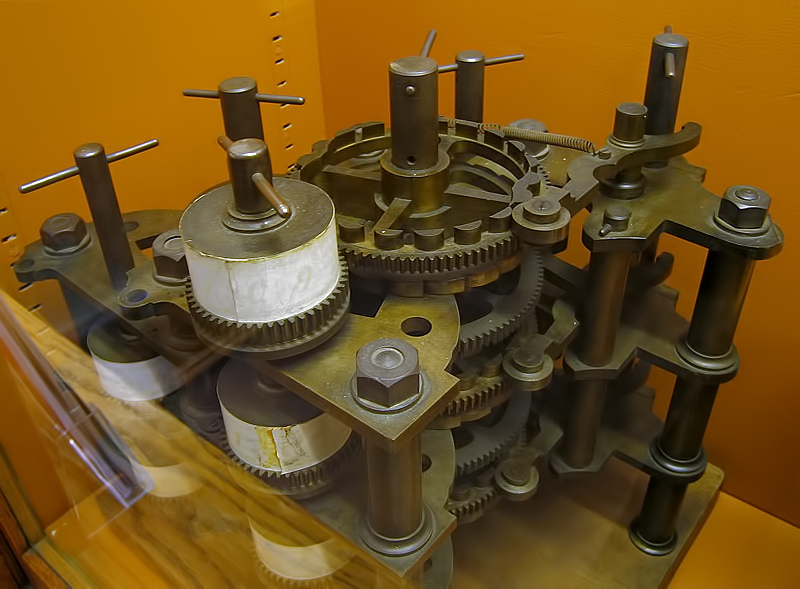
Whipple Museum, Cambridge.
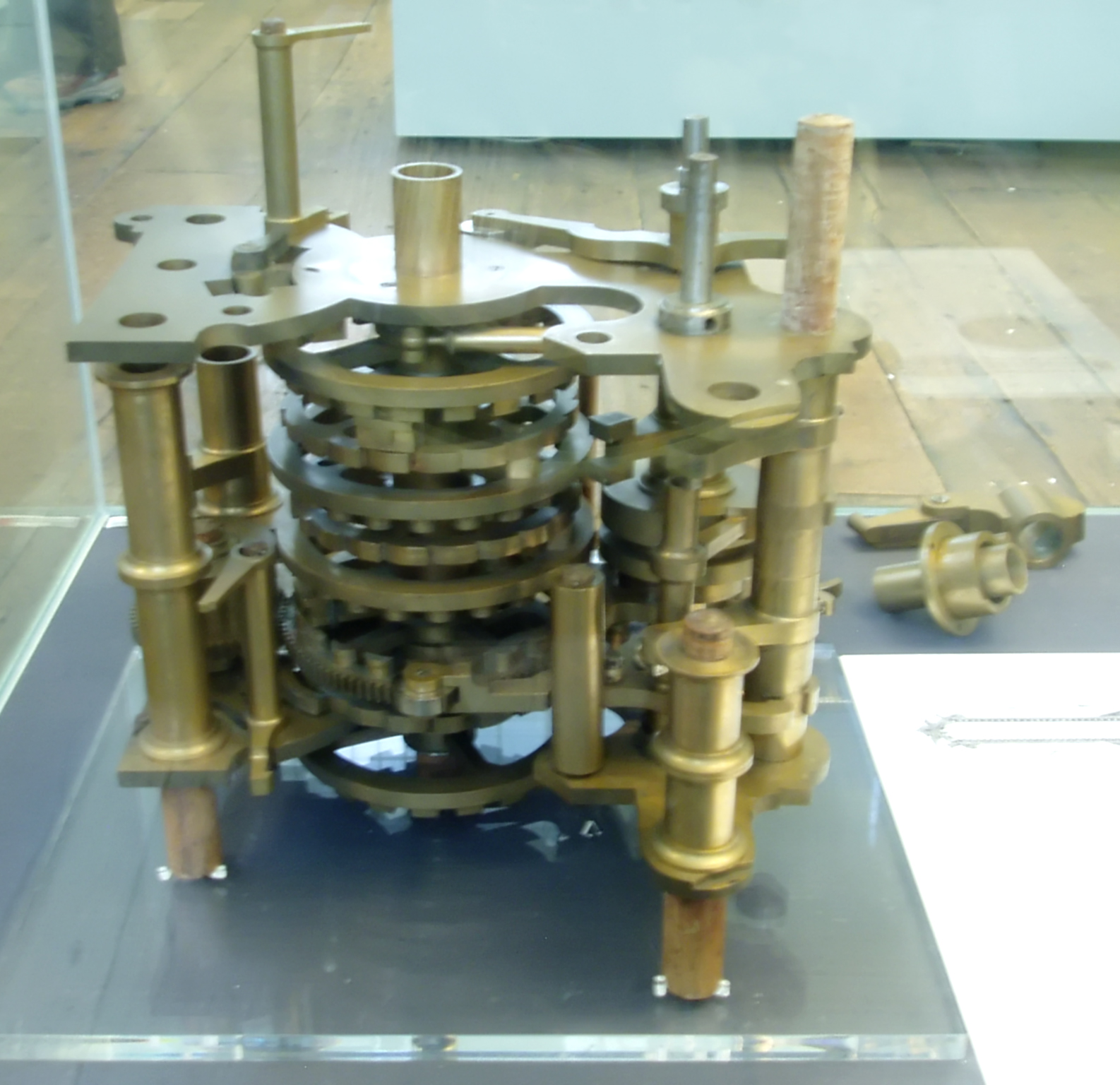
Ursprünglich von H. W. Buxton, jetzt Museum of the History of Science, Oxford. Funktionsloses Modell.[20]:73f.
Owens College, Manchester, z. Z. nicht auffindbar.[26]:187
Croft Laboratory, Harvard University.[26]:Figure 1, 4
The Collection of Jean Babbage, Auckland, Neuseeland.[24]:Figure 11

#### Difference Engine No. 2
Im Jahr 1849 besann sich Babbage wieder auf seine Verpflichtungen der Regierung gegenüber und wandte sich von der weiteren Entwicklung der Analytical Engine ab, um seine Difference Engine No. 2 zu konstruieren. Er wollte seine durch die Beschäftigung mit dem Entwurf seiner Analytical Engine gewonnenen konstruktiven Fortschritte auf die Differenzmaschinen übertragen. Es ging Babbage hierbei nur um die Anfertigung der Konstruktionszeichnungen, nicht um den eigentlichen Bau der Differenzmaschine. Er ging davon aus, dass die Regierung den Bau der Differenzmaschine No. 2 eigenverantwortlich durchführen würde. Durch die Erstellung der Konstruktionszeichnung wollte er seine Schuld gegenüber der Regierung für die Nichtfertigstellung der Differenzmaschine No. 1 begleichen.:129 Der Satz der Konstruktionszeichnungen für die Differenzmaschine No. 2 ist der einzige vollständige Satz an Konstruktionszeichnungen für eine von Babbages Maschinen, alle anderen Maschinen wurden nur unvollständig dokumentiert.:129 Die Konstruktion der Differenzmaschine No. 2 hatte eine Breite und Höhe von jeweils 3 Metern bei einer Tiefe von 1,5 Metern. Die Maschine konnte mit 7 Differenzen bei jeweils 31 Stellen rechnen. Ein angebauter Drucker sollte die Rechenergebnisse direkt in eine Druckmatrize übertragen.

##### Bau der Differenzmaschine No. 2 im Science Museum, London
Erst zwischen 1989 und 1991 wurde im Londoner Science Museum die Difference Engine No. 2 gebaut und ihre Funktionsfähigkeit nachgewiesen. 2000 wurde der ebenfalls von Babbage entworfene Drucker fertiggestellt. Die Kombination von Rechenmaschine und Drucker ist etwa fünf Tonnen schwer und wurde aus 8000 Bronze- und Gussteilen zusammengesetzt. 2008 wurde eine weitere, ebenfalls vom Science Museum in London gebaute Difference Engine No. 2 einschließlich Drucker im kalifornischen Computer History Museum vorgestellt und bis Januar 2016 ausgestellt. Der Bau der Difference Engine Nr. 2 am Science Museum in London geschah unter Leitung des Kurators Doron Swade und in Zusammenarbeit mit dem Computerhistoriker Allan G. Bromley.
Das Science Museum legt Wert darauf, dass es sich bei den beiden Differenzmaschinen No. 2 nicht um Replikate handelt, da Charles Babbage niemals eine funktionsfähige ganze Differenzmaschine No. 2 baute. Die Maschinen von 1991 und 2008 werden deshalb als Originale bezeichnet.

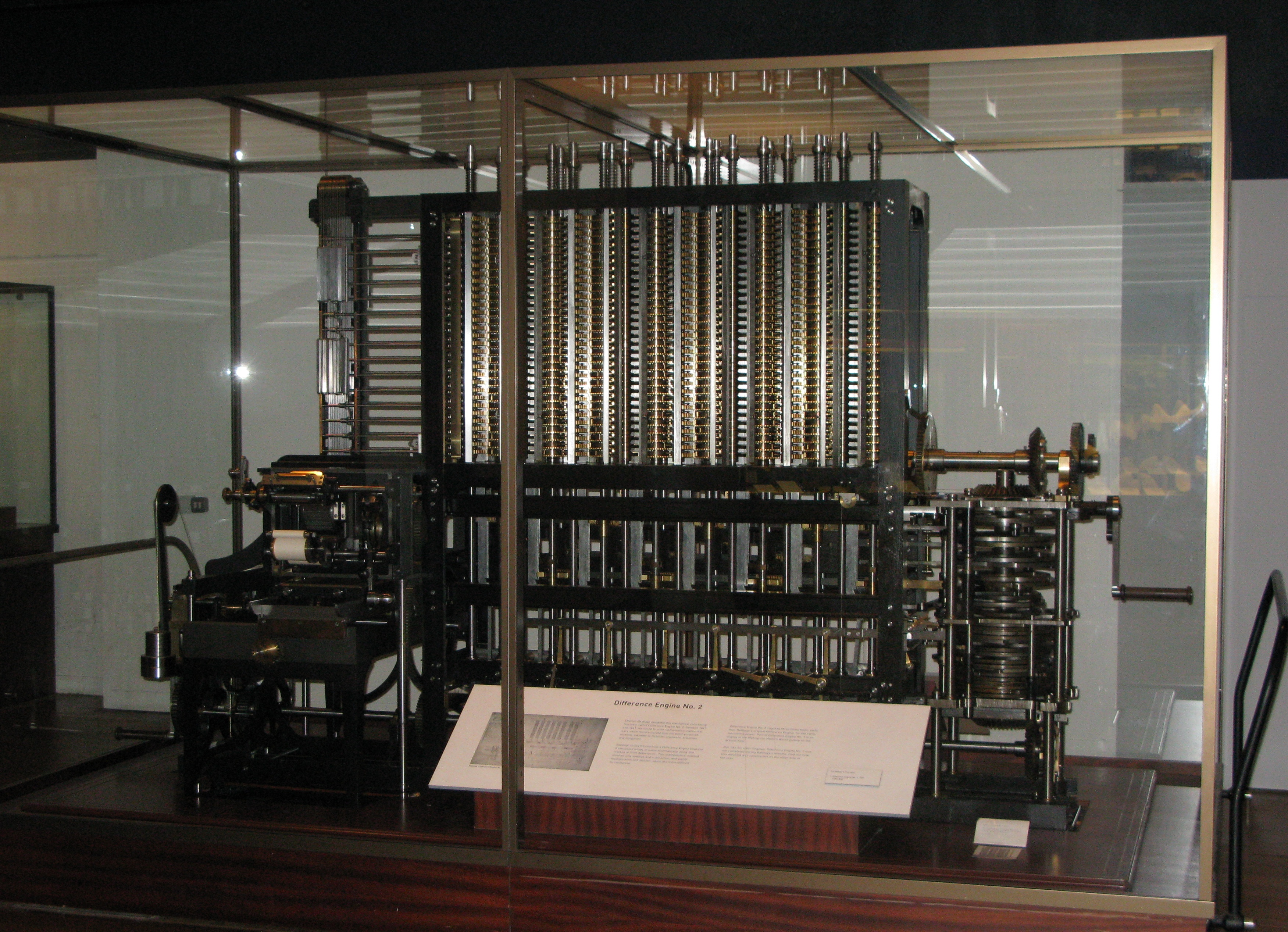
Differenzmaschine No. 2, Science Museum, London
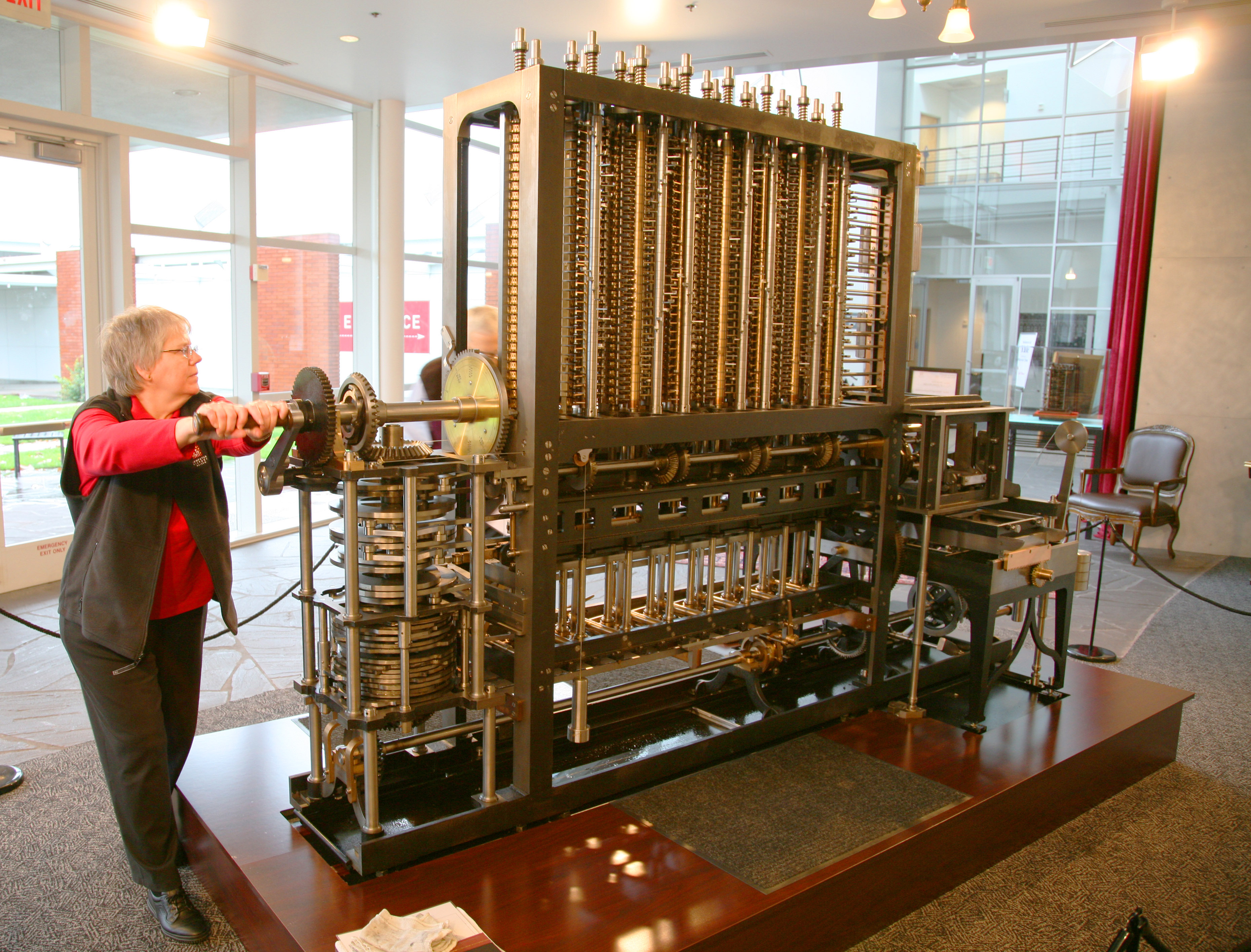
Differenzmaschine No. 2, Computer History Museum, Ca
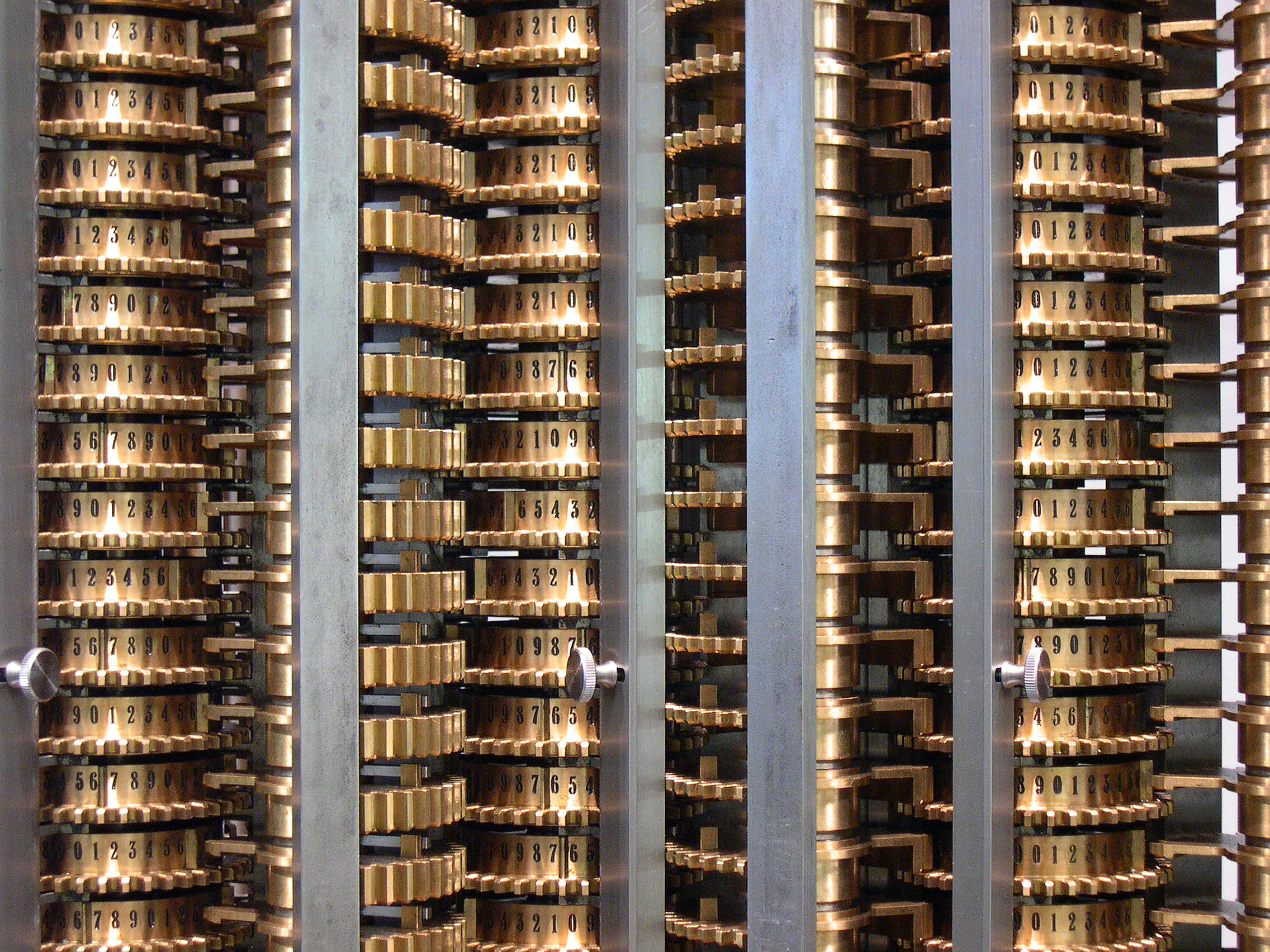
Zahlenwalzen
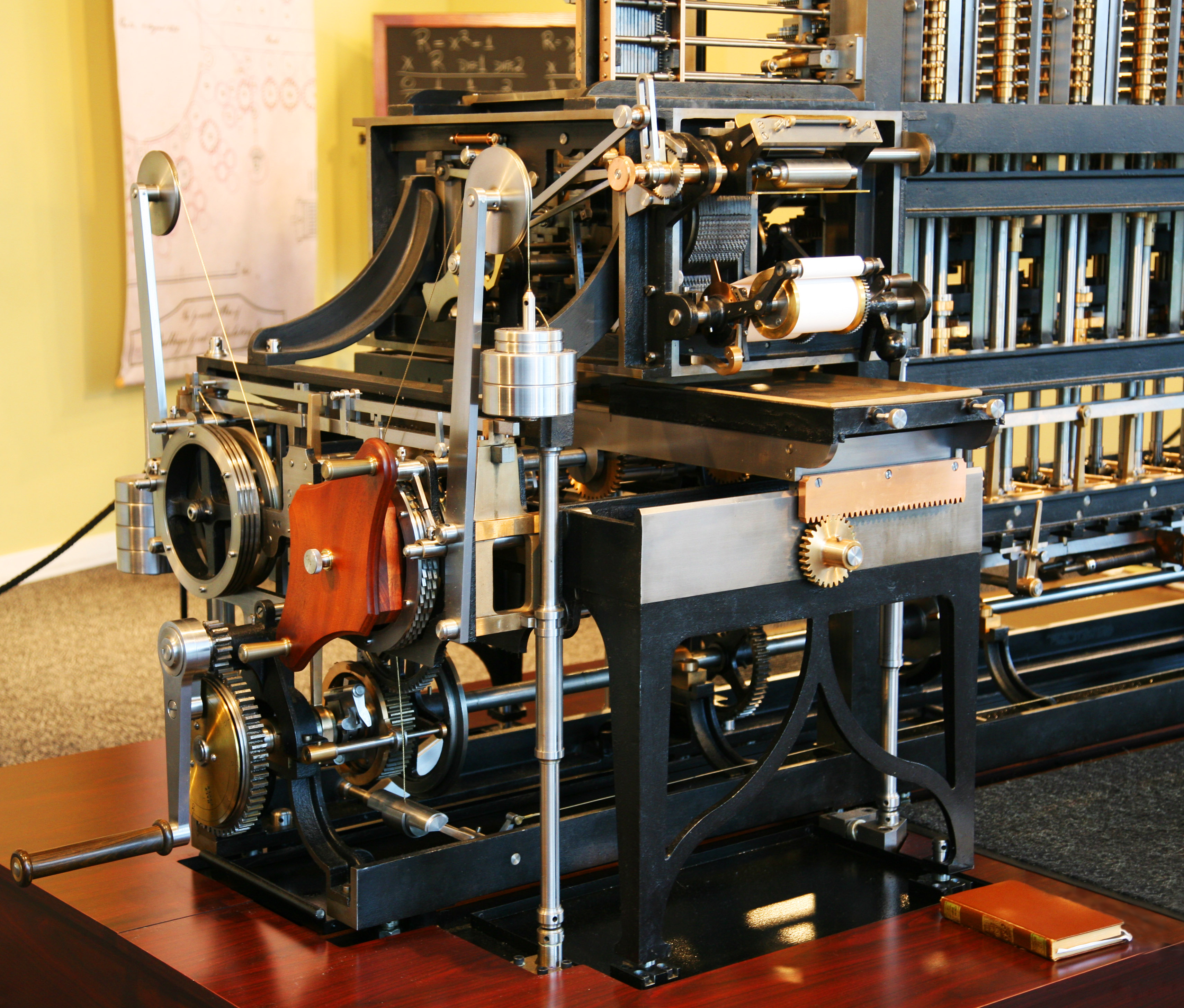
Drucker
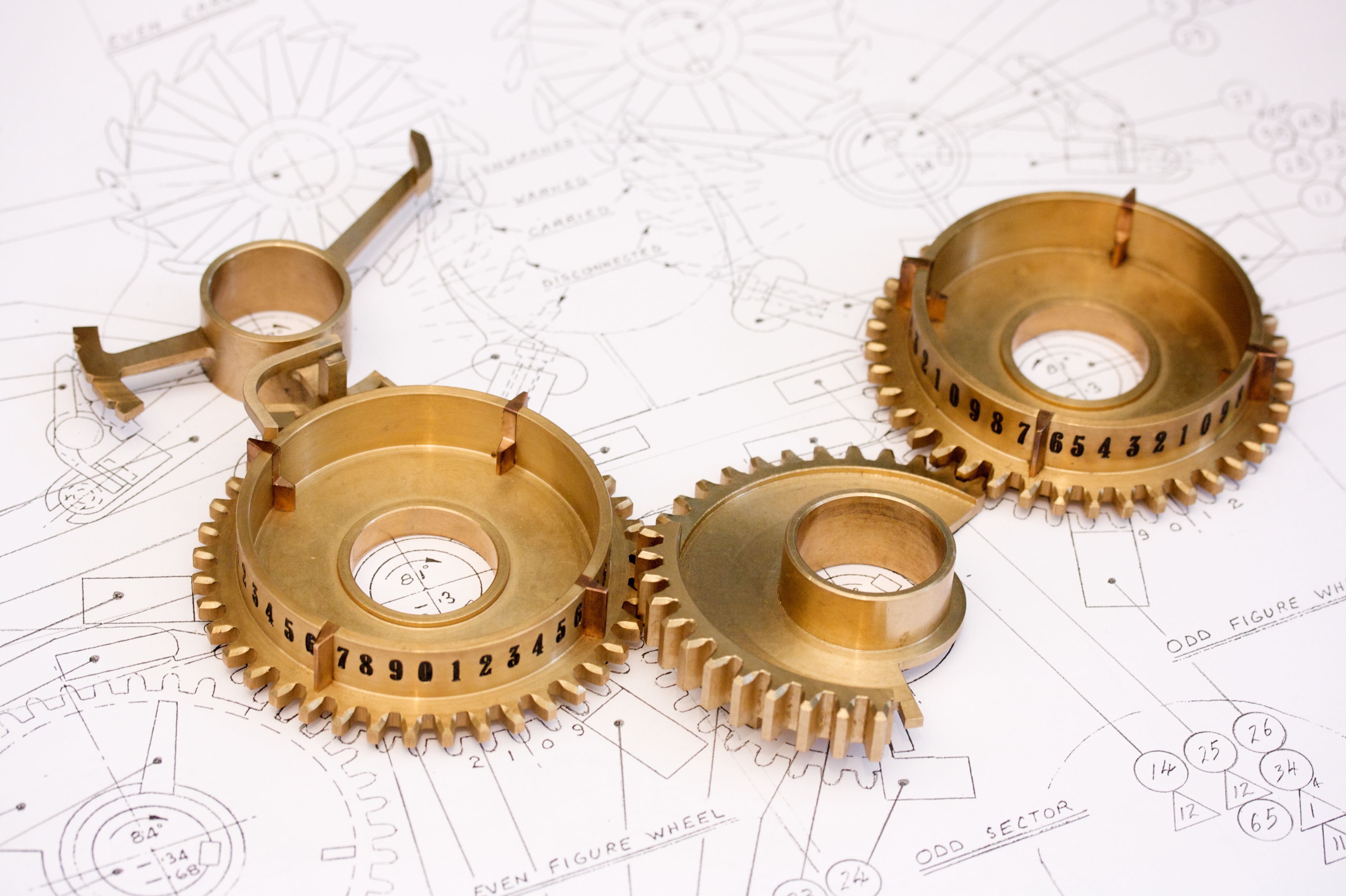
Zeichnung mit Zahnrädern und Hebelwerk

### Georg und Edvard Scheutz

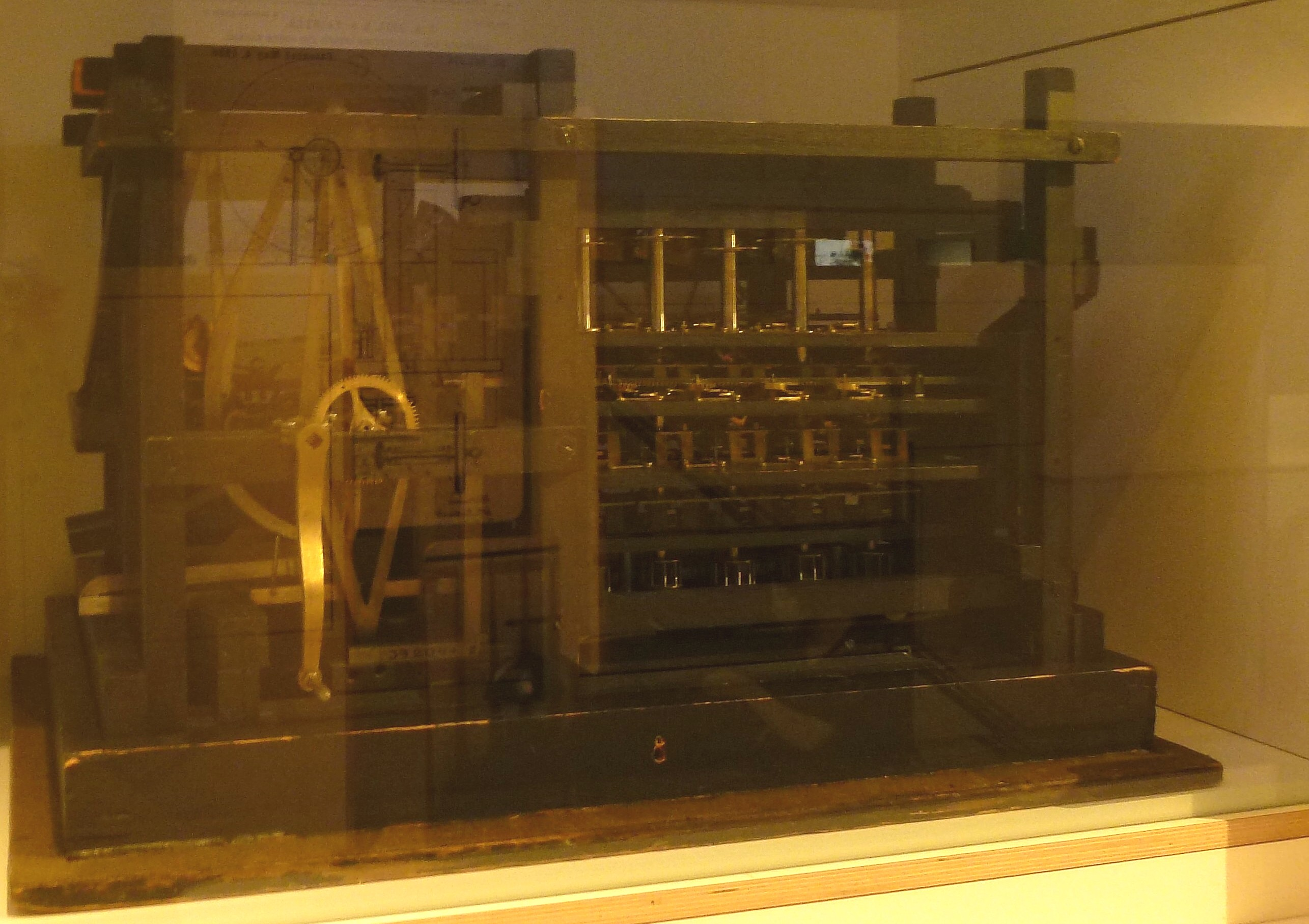
Scheutz Prototyp von 1843, restauriert. Holzrahmen mit den beweglichen Teilen aus Metall. Antriebskurbel vorne links.
Maschine im Tekniska museet, Stockholm

#### Scheutz No. 0
Im Rahmen seiner verlegerischen Tätigkeit kam Scheutz 1830 mit den Ausführungen von Charles Babbage über dessen Differenzmaschine in Berührung.:98 Er war von der Idee, eine Maschine zu bauen, die rechnen und das Ergebnis gleich auf Druckplatten festhalten konnte, fasziniert. Mit Hilfe einer detaillierten Funktionsbeschreibung in einer Übersichtsarbeit von Dionysius Lardner in der Edinburgh Review konstruierte Georg Scheutz ein Modell aus Holz, Draht und Pappe, um sich von der Funktionsfähigkeit des Prinzips zu überzeugen.:104f. Im Sommer 1837 erlaubte er seinem 16-jährigen Sohn, dem späteren Ingenieur Edvard Scheutz (1821–1881), ein größeres Modell aus Metall zu bauen. Georg Scheutz war von den Möglichkeiten dieses Modells derart begeistert, dass er es der Königlich Schwedischen Akademie der Wissenschaften vorstellte und um finanzielle Unterstützung für die Herstellung einer vollständigen Differenzmaschine bat. Die Unterstützung wurde nicht gewährt.
Edvard Scheutz verfeinerte das Modell weiter: Eine Differenzmaschine mit fünf Stellen und einer Differenz war 1840 fertiggestellt, die Erweiterung auf drei Differenzen 1843.
Das Modell von 1843 wurde nach dem Tod von Edvard Scheutz für 50 Kronen an das Nordiska Museet, Stockholm, verkauft.:Appendix 1 Das Modell wurde im Dezember 1979 von Michael Lindgren, im Rahmen der Recherche für seine Dissertation, im Fundus des Museums wiederentdeckt und zusammen mit Per Westberg, dem Möbel-Restaurator des Museums, so weit wie möglich restauriert. Da das Hauptantriebs-Zahnrad bereits vor Wiederentdeckung zahlreiche abgebrochene Zähne aufwies und dieses Zahnrad als zentrales Teil der Maschine im Rahmen der Restaurierung nicht ersetzt werden sollte, befindet sich die Maschine derzeit in einem nicht funktionsfähigen Zustand. Das Modell wird im Tekniska museet, Stockholm, ausgestellt.

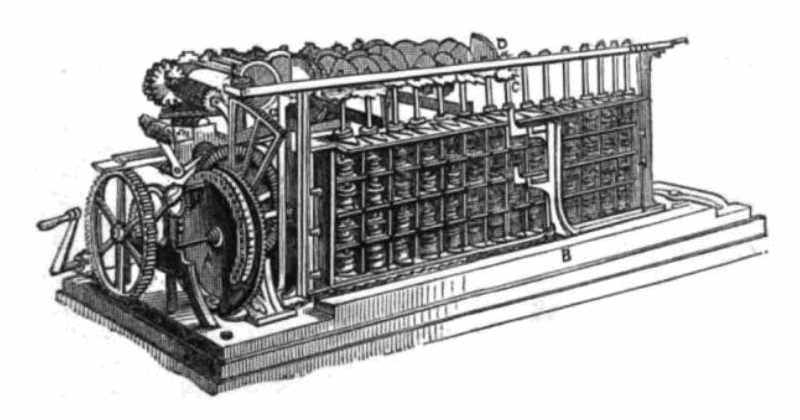
Scheutz Differenzmaschine No. 1. (1853)
Maschine seit 1963 Teil der Smithsonian Institution, USA

#### Scheutz No. 1
1844 suchte George Scheutz bei der schwedischen Krone um finanzielle Unterstützung für den Bau eines vollständigen Modells der Differenzmaschine nach. Erst 1851 wurde ihm ein Drittel des ursprünglichen Betrages für den Fall versprochen, dass er ein vollständig funktionierendes Modell vorführen könne. Mit technischer und logistischer Unterstützung durch Johan Wilhelm Bergström (1812–1881) konnten Georg und Edvard Scheutz im Oktober 1853 eine funktionsfähige 15-stellige Differenzmaschine mit einer Tiefe von vier Differenzen vorstellen, die ein achtstelliges Ergebnis drucken konnte.:13 Die Maschine wird auch als Scheutz No. 1 bezeichnet: Die erste vollständige Differenzmaschine der Scheutzs. Manche Autoren bezeichnen die No. 1 auch als die zweite Maschine der Scheutzs, sie sehen den Demonstrator von 1843 als erste Differenzmaschine der Scheutzs an.
Im Herbst 1854 starteten die Scheutzs auf eine Werbereise für die Differenzmaschine nach England. Hier wurde ihnen am 13. April 1855 ein Patent (No. 2216 aus 1854) erteilt. Die Maschine wurde u. a. in Somerset House der Royal Society ausgestellt, vorgeführt und begutachtet. Anschließend wurde die Maschine auf der Pariser Weltausstellung von 1855 gezeigt.
Charles Babbage zeigte Interesse an der Maschine der Scheutzs und unterstützte diese sowohl in London als auch in Paris bei ihren Verkaufsbemühungen, jedoch nicht ohne seinen Beitrag herauszustellen.:20–1 Er versuchte vergeblich, die Royal Society (London) davon zu überzeugen, Georg Scheutz zum Mitglied zu ernennen.:22
1856 veranlasste Benjamin A. Gould den Kauf der Differenzmaschine für 1000 £ für das Dudley Observatory in Schenectady, N. Y.:25 Die Maschine wurde im April 1857 geliefert und im nachfolgenden Winter für zwei Monate:282 in Betrieb genommen.:26 Nach diesen zwei Monaten wurde Gould von seinen Aufgaben entbunden und die Maschine nicht weiter genutzt.:282–283 Die Scheutz No. 1 wurde somit nie entsprechend ihrer eigentlichen Bestimmung, der direkten Erstellung von Druckvorlagen für Tabellenwerke, eingesetzt.:42 1963 wurde die Differenzmaschine der Smithsonian Institution übereignet.

#### Scheutz No. 2

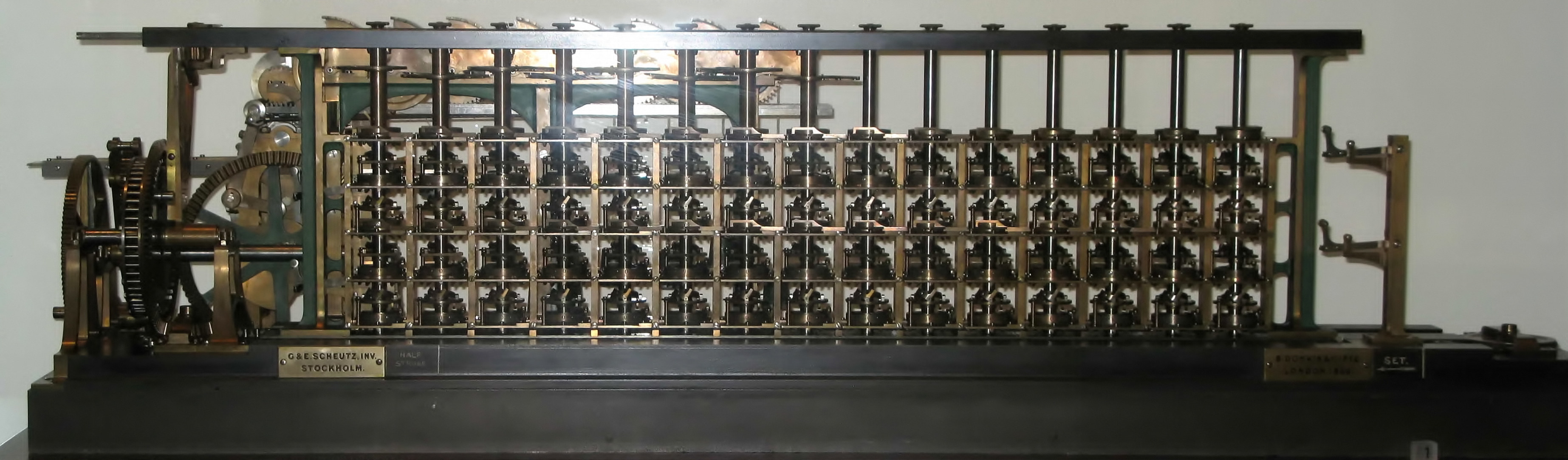
Scheutz Differenzmaschine No. 2. (1859)
Maschine im Science Museum, London.

Eine zweite Differenzmaschine (Scheutz No. 2), praktisch eine Kopie der ersten Maschine, baute Edvard Scheutz im Auftrag des britischen Finanzministeriums zusammen mit Bryan Donkin in London, England, auf. Die Maschine wurde nach 19 Monaten Bauzeit am 5. Juli 1859 übergeben.:223f. Die ersten mit Druckvorlagen aus der Maschine gedruckten Tabellen waren die Barometertabellen von William Gravatt, 1859.:224 In den folgenden Jahren wurden u. a. die Sterbetafeln (London, 1864) mit Hilfe der Differenzmaschine berechnet.:231 Die Maschine wurde 1914 ausgemustert und dem Science Museum in London übereignet.:32
Obwohl die Scheutzs nur zwei Differenzmaschinen bauten und diese Maschinen nicht fehlerfrei funktionierten,:26,31 gelang es ihnen, für diese beiden Maschinen ein öffentliches Interesse zu wecken.:32 Neben den Ausstellungen führten die Scheutzs ihre Maschine immer wieder vor. 1857 druckten die Scheutzs eine 50-seitige Broschüre über die Möglichkeiten der Differenzmaschine, einschließlich einer 29-seitigen Logarithmentafel von 1 bis 10.000.:207f. Das Buch wurde an alle möglichen Kaufinteressenten einer Differenzmaschine verschickt.:Appendix 2 Eine französische Ausgabe wurde 1858 fertiggestellt.:380

### Alfred Deacon
Die Übersichtsarbeit von Dionysius Lardner in der Edinburgh Review inspirierte nicht nur George Scheutz zur Konstruktion einer Differenzmaschine, sondern auch unabhängig davon Alfred Deacon aus London. Dessen Maschine konnte mit drei Differenzen und 20 Stellen rechnen.:ix Die Maschine ist verlorengegangen, es ist aber möglich, dass sie sich zumindest zeitweise im Besitz von Charles Babbage befand, der für die Weltausstellung in London (1862) eine kleine Differenzmaschine aus London als Exponat anbot.:136:155

### Martin Wiberg und George Bernard Grant
Der Erfolg von George und Edvard Scheutz in der Konstruktion einer Differenzmaschine führte Martin Wiberg (1826–1905) und George Bernard Grant (1849–1917) zu eigenen Konstruktionen.
Martin Wiberg stellte seine Maschine mit vier Differenzen und einem Rechenwerk von 15 Stellen 1860 vor. Neben einer Würdigung durch den zukünftigen schwedischen König Oscar II. und zahlreichen Auszeichnungen:32–33 wurde die Maschine auf Empfehlung von Charles Babbage in der Académie des sciences vorgestellt und wohlwollend beurteilt.:32–33 Wibergs Ziel war nicht der Verkauf der Maschine, sondern die Erstellung von wissenschaftlichen Tabellen bzw. deren Druckvorlagen. Eine mit der Maschine berechnete Logarithmentafel konnte Wiberg erst 1875 in Schwedisch und 1876 in Deutsch und Englisch herausgeben. In der Einleitung seiner Tafeln machte Wiberg sein Bemühen um eine ansprechende Typographie für die Verzögerungen verantwortlich. Das Tafelwerk wurde 1876 auf der Weltausstellung in Philadelphia ausgestellt. Die Nachfrage war gering, das Tafelwerk ist heutzutage sehr selten.:131–132 Die Differenzmaschine befindet sich im Tekniska museet in Stockholm.

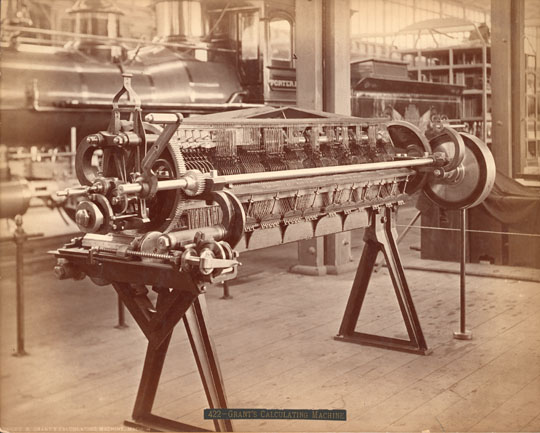
Differenzmaschine von George Bernard Grant, 1876

George Bernard Grant hörte 1870 noch als Student zum ersten Mal etwas von den Differenzmaschinen des Charles Babbage. Zu diesem Zeitpunkt hatte er schon zahlreiche Versuche unternommen, Rechenvorgänge zu mechanisieren.:132–135 Seinen Demonstrator einer Differenzmaschine stellte er 1871 fertig und beschrieb ihn in einer Veröffentlichung. Nach seinem Abschluss arbeitete er weiter an der Differenzmaschine. Ziel war es, zur Weltausstellung in Philadelphia (1876) eine funktionsfähige Maschine auszustellen. Die Maschine wurde wenige Tage vorher fertig, jedoch war sie nicht vollständig einsetzbar.:133 Die Maschine war 2,5 m lang und 1,5 m hoch und konnte mit einer Handkurbel betrieben werden. Wurde die Handkurbel durch einen Riementrieb ersetzt, so verdoppelte sich die Rechenleistung von 12 Termen pro Minute auf 24.:35 Als Zugeständnis an seine Geldgeber wurde die Maschine an die University of Pennsylvania übereignet. Die Maschine ist untergegangen.:134 Eine Differenzmaschine nach den Plänen von Grant wurde an die Provident Mutual Life Insurance Company, wo sie zur Berechnung von Sterbetafeln genutzt wurde, verkauft.:176

### Christel Hamann

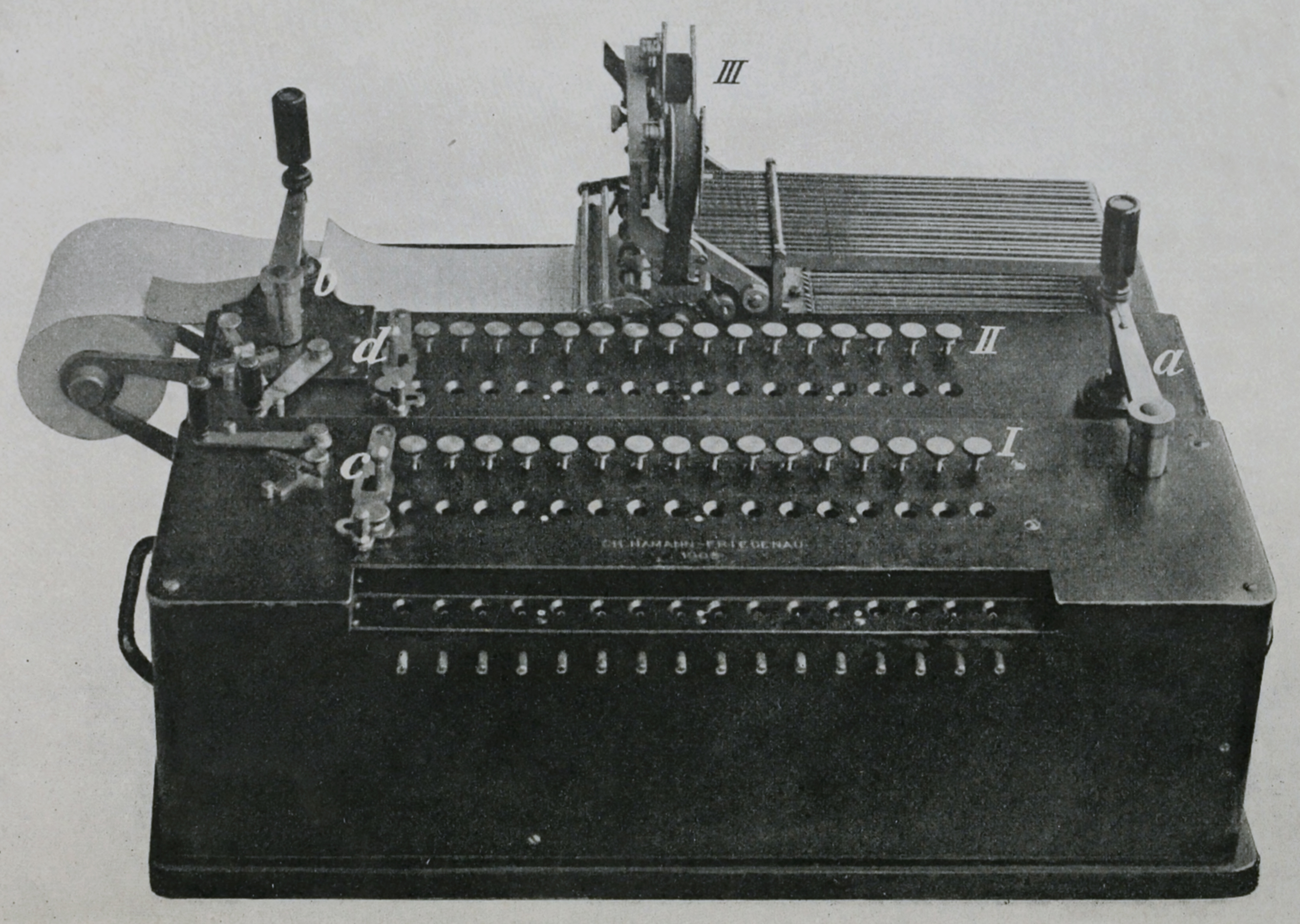
Differenzmaschine von Christel Hamann

Als Julius Bauschinger und Johann Theodor Peters:135 (1889–1941) ein Projekt zur Erstellung von achtstelligen statt der bisherigen siebenstelligen Logarithmentafeln für die natürlichen Zahlen und die trigonometrischen Funktionen begannen, wandten sie sich mit der Bitte um die Konstruktion einer Differenzmaschine an Christel Hamann (1870–1948).:135–136 Hamann lieferte die Maschine 1909 aus. Eine detaillierte Beschreibung der Maschine findet sich im Vorwort des ersten Bandes der Tafeln.:xi-xv Es handelte sich um eine 16-stellige Maschine mit zwei Differenzen und eingebautem Papierdrucker. Die Differenzmaschine war sehr viel einfacher aufgebaut als die bisherigen Konstruktionen: Nicht nur arbeitete sie mit nur zwei Differenzen, auch hatte sie keine Art von Automatik, d. h. der Nutzer musste selbst erst die zweite Differenz durch das Betätigen der einen Kurbel zu der ersten addieren, um dann mit der zweiten Kurbel die erste Differenz zum Funktionswert zu addieren. Trotz dieser Einschränkung konnte ein geübter Benutzer 36 Tabelleneinträge in fünf Minuten berechnen.:136 Bauschinger und Peters planten ihr Tabellenwerk um eine Differenzmaschine mit nur zwei Differenzen, indem sie die Maschine nur zur Interpolation über kleine Intervalle nutzten.:136 Die Maschine selbst ist untergegangen,:135–136 ein Abbild findet sich in der Umschlagseite der 1910 herausgegebenen Tafeln.

### Burroughs Adding Machine Company

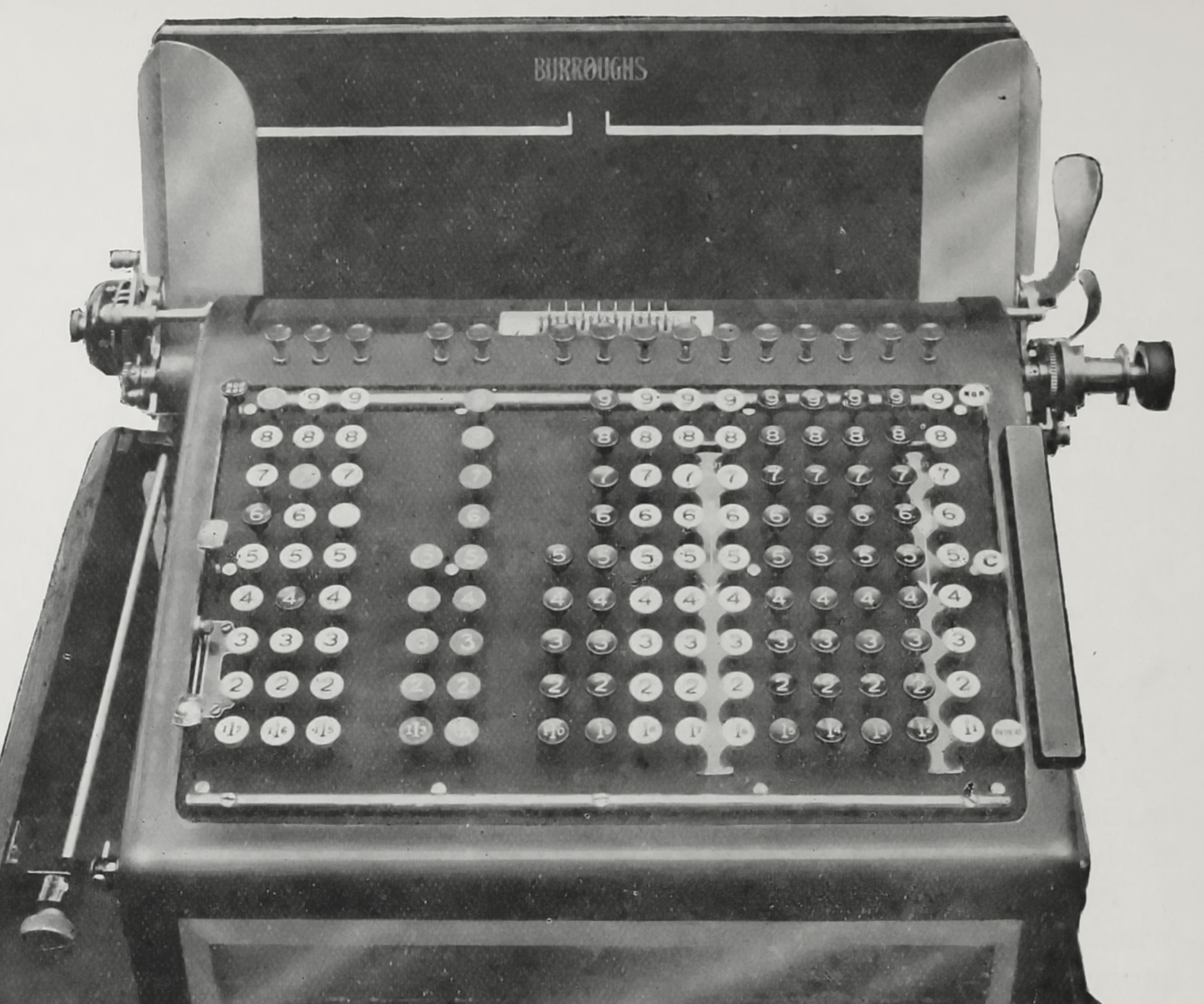
Eingabefeld, Burroughs Maschine der Nautical Almanac Office

Um 1912 trat T. C. Hudson vom Nautical Almanac Office an die Burroughs Adding Machine Company mit der Bitte um die Konstruktion einer im Sechziger-Zahlensystem arbeitende Differenzmaschine heran. Die von Hudson zu berechnenden Tabellen listeten Winkel in Grad, Minuten und Sekunden.:450–451 Schon die erste Maschine von Babbage konnte, durch einfachen Tausch der Zahlenwalzen, mit verschiedenen Zahlsystemen unterschiedlicher Basen umgehen, da die englische Währung zum damaligen Zeitpunkt aus Pence, Shilling und Pfund nicht auf der Basis gebildet war: 12 Pence = 1 Shilling, 20 Shilling = 1 Pfund. Hudson bekam für seine Arbeit eine tastaturbetriebene Buchhaltungsmaschine, die sowohl im Zehner- als auch im Sechzigersystem rechnen konnte und zusätzlich direkt subtrahieren konnte, also keine Komplementbildung vor der Addition benötigte. Die Maschine konnte jedoch nur eine Addition oder Subtraktion durchführen, weswegen der Ausdruck der ersten Differenz ein weiteres Mal durch die Maschine geführt wurde, um den eigentlichen Funktionswert zu berechnen. Durch geschicktes Einspannen des Ausdrucks wurde das Ergebnis der ersten Rechnung von der Eingabe der ersten Differenz im zweiten Berechnungsschritt überdruckt, wodurch Fehleingaben offensichtlich wurden. Die Maschine wurde 1914 auf der Napier Tercentenary Exhibition in Edinburgh ausgestellt. Für die tägliche Nutzung wurden zwei der Maschinen über ihren Ausdruck hintereinander gekoppelt, so dass die erste Maschine die zweiten Differenzen zu den ersten addierte und die zweite Maschine die erste Differenz zum Ergebnis addierte.:451 Später fügte Burroughs ein zusätzliches Register für die erste Differenz in die Maschinen hinzu, so dass eine Buchungsmaschine als Differenzmaschine mit zwei Differenzen genutzt werden konnte.:451

### Leslie John Comrie
Leslie John Comrie führte die Idee von T. C. Hudson, aus Standard-Büromaschinen durch minimale Änderungen Differenzmaschinen zu bauen, weiter: Jede neue Maschine wurde von ihm detailliert untersucht und beschrieben. Comrie nutzte die Differenzmaschinen hauptsächlich zur Kontrolle von Tabellenwerken.

#### Brunsviga Dupla
1928 stellte Comrie die Brunsviga-Dupla, eine Rechenmaschine mit Zwischenregister, als Differenzmaschine vor. Er schrieb praktisch eine Bedienungsanleitung für die Rechenmaschine als Differenzmaschine, indem er darlegte, wie man das der Maschine eigene Zwischenregister nutzen sollte. Die Maschine ist sehr selten,:136 die Rechenwege können heutzutage am einfachsten durch Simulationen nachvollzogen werden.

#### Hollerith Tabulationsmaschine
Es war Comrie, der bei der begutachtenden Zerlegung einer neuen Buchungsmaschine, der Hollerith Tabulating Machine, die in der Maschine versteckten mechanischen Register für die Zwischensummen der Buchungskonten entdeckte und eine Nutzung der Maschine als Differenzmaschine beschrieb. Die Tabulationsmaschinen konnten ohne Umbauten als druckende Differenzmaschine genutzt werden.

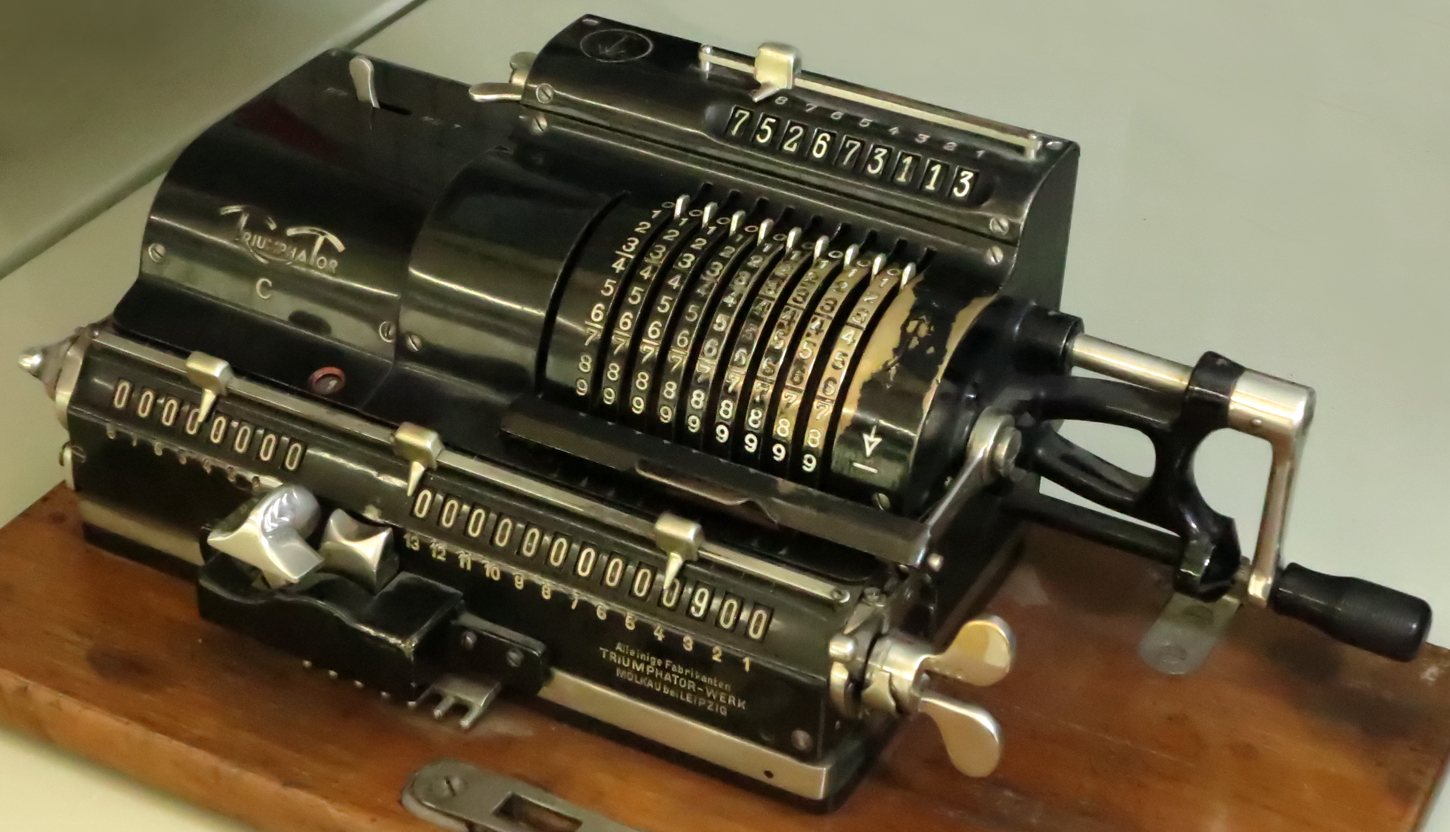
Triumphator Typ C1.
Vier von diesen Maschinen bildeten die Basis für die von Thompson gebaute Differenzmaschine.

### Alexander John Thompson
Für die Berechnung seiner zwischen 1924 und 1952 herausgegebenen 20-stelligen Logarithmentafeln suchte Alexander John Thompson vergebens nach einer Maschine, die mit vier oder fünf Differenzen rechnen konnte. Er koppelte vier Triumphator Typ C-Rechenmaschinen (Sprossenradmaschinen, auch nach Willgodt Theophil Odhner als Odhner-Maschinen bezeichnet) mechanisch so hintereinander, dass der Inhalt des Ergebnisregisters der hinteren Maschine auf die Sprossenräder der vorderen Maschine übertragen werden konnte. Ebenso konnten die Einstellungen der Sprossenräder der vorderen Maschine auf das Ergebnisregister der hinteren Maschine übertragen werden. Weiterhin wurde die Zahl der Sprossenräder jeder Maschine von 9 auf 13 Stellen, die der Ergebnisregister von 13 auf 18 Stellen erweitert.:liv-lvi

## Funktionsweise
Differenzmaschinen dienen der Berechnung von Zahlenfolgen. Als Differenz wird der numerische Abstand zwischen zwei benachbarten Elementen der Folge bezeichnet. Diese Differenzen bilden ihrerseits wieder eine Folge. Berechnet man aus diesen ersten Differenzen erneut die Differenz, so spricht man von der zweiten Differenz.
Allgemein gilt, dass bei einer auf einem Polynom n-ter Ordnung basierenden Folge die n-te Differenz konstant ist. Diese Eigenschaft kann man sich dahingehend zu Nutze machen, dass man für die Konstruktion der Folge erst die n-ten, dann die n-1-ten usw. Differenzen durch Addition bildet, bis man die eigentliche Folge berechnet hat. Natürlich muss man für dieses Vorgehen die Startwerte für die einzelnen Differenzen kennen. Die einmalige Bestimmung der Startwerte ist in der Regel aber wesentlich einfacher, als alle Elemente der Folge zu berechnen.
Die häufigste Nutzung der Differenzmaschinen war die Interpolation von Werten zwischen bekannten Stützstellen: Man berechnete für eine Funktion die Funktionswerte mit der gesuchten Genauigkeit in einem weiteren Abstand als für die gewünschte Tabelle. Die Zwischenwerte wurden durch Berechnung eines Polynoms n-ter Ordnung durch die berechneten Stützstellen gewonnen. D. h. die Zwischenwerte wurden durch das Polynom nur angenähert. Bei entsprechender Wahl der Abstände zwischen der Stützstellung und einer ausreichenden Genauigkeit der Rechenschritte können die berechneten von den interpolierten Tabellenwerten nicht unterschieden werden. Die Interpolation wurde auch vor der Verfügbarkeit von Differenzmaschinen genutzt, nur dass die Berechnung dann von Menschen durchgeführt werden musste. Auch hier war der Rechenaufwand für die Interpolation deutlich geringer als für die Berechnung der Stützstellen.
Früh zeigte sich, dass sich für die Differenzmaschine interessante Einsatzmöglichkeiten ergeben, wenn die n-te Differenz nicht konstant ist. Charles Babbage sah hierfür vor, dass der Bediener die höchste Differenz vor jedem Berechnungsschritt anpassen konnte. Besonders einfach ist dies in der Maschine von Thompson möglich. Da die Differenzmaschine eigentlich nur addieren kann, sah Charles Babbage in seiner Differenzmaschine No. 1 eine Rückkopplung der Folge auf die höchste Differenz vor. Hierbei ist zu beachten, dass er bei der Rückkopplung die Wertigkeit der Stellen um Potenzen von 10 variieren konnte. Durch diesen Trick konnte die Differenzmaschine multiplizieren und z. B. die Sinus-Funktion direkt berechnen.
Der Legende nach hat Charles Babbage sich den druckenden Differenzmaschinen verschrieben, da in den verfügbaren Logarithmentafeln so viele Fehler waren. Mittlerweile ist die Fehlerzahl in den Logarithmentafeln objektiviert worden. Zwar konnte durch eine Verfolgung der Fehler nachgewiesen werden, welcher Tafelersteller bei wem abgeschrieben hat, insgesamt war die Zahl der Fehler, insbesondere bei Berücksichtigung der Korrekturnotizen, jedoch so gering, dass dies mehr als ein Verlegenheitsargument für die Konstruktion einer solch aufwendigen Maschine zu werten ist. Für die Scheutz No. 2-Maschine liegen umfangreiche Belege über die Funktionsgüte und Reparaturanfälligkeit vor: Die Maschine war weder ohne Fehler, noch war ihr Unterhalt preiswerter als ein menschlicher Berechner.

## Würdigung
Zum Zeitpunkt der Erfindung der Differenzmaschine durch Charles Babbage bildete die Maschine einen Rechenvorgang, der bis zu dem Zeitpunkt manuell durchgeführt wurde, nach. Charles Babbage gelang es 1822, eine funktionierende Differenzmaschine (No. 0) für Differenzen zweiter Ordnung zu bauen und vorzuführen; leider ist die Maschine untergegangen. Höchstwahrscheinlich wurden Einzelteile im Demonstrator der Differenzmaschine No. 1, sicher jedoch in den Fragmenten der Differenzmaschine No. 1, verbaut. Die von Babbage entworfenen Maschinen waren zu seiner Zeit herstellbar und hätten funktioniert. Durch die zahlreichen Veröffentlichungen über seine Differenzmaschinen und Werbung für Differenzmaschinen, die anhand seiner Artikel konstruiert und gebaut wurden, inspirierte er Generationen von Mathematikern, Ingenieuren und Bastlern, sich an der Automatisierung der Berechnung zu versuchen. Der große Durchbruch der Differenzmaschinen erfolgte durch die Nutzung der Maschine von Christel Hamann für das Tabellenwerk von Bauschinger und Peters. Den Höhepunkt und Abschluss erreichte die Nutzung der Differenzmaschine jedoch in der Vier-Differenz-Maschine von Alexander John Thompson und seiner Berechnung der 20-stelligen Logarithmentafeln zwischen 1924 und 1952.

## Liste der Differenzmaschinen
| Erfinder                | Erbauer                                          | Name                         | Maschine                       | Baubeginn | Fertigstellung   | Differenzen | Stellen Rechenwerk | Stellen Drucker | Einsatz                                                       | Heutiger Standort                                                                    | Funktionsfähigkeit | Quelle      |
| ----------------------- | ------------------------------------------------ | ---------------------------- | ------------------------------ | --------- | ---------------- | ----------- | ------------------ | --------------- | ------------------------------------------------------------- | ------------------------------------------------------------------------------------ | ------------------ | ----------- |
| Johann Helfrich Müller  |                                                  |                              | Beschreibung                   | ---       | ---              |             |                    |                 | ---                                                           | ---                                                                                  | ---                | [ 13 ]      |
| Charles Babbage         | Charles Babbage                                  | No. 0                        | funktionsfähig                 | 1820      | 1822             | 2           | 6                  | ---             | Charles Babbage                                               | ---                                                                                  | ---                | :47         |
| Charles Babbage         | Joseph Clement                                   | No. 1                        | Demonstrator                   |           | 1832             | 2           |                    | ---             | ---                                                           | Science Museum, London                                                               | Ja                 |             |
| Charles Babbage         | Roberto Guatelli                                 | No. 1                        | Demonstrator, Replikat         |           | ca. 1981         | 2           |                    | ---             | ---                                                           | Canada Science and Technology Museum, Ottawa, Kanada                                 | Ja                 |             |
| Charles Babbage         | Doron Swade                                      | No. 2                        | funktionsfähig                 |           | 1991/2000        | 7           | 31                 |                 |                                                               | Science Museum, London                                                               | Ja                 |             |
| Charles Babbage         | Doron Swade                                      | No. 2                        | funktionsfähig                 |           | 2008             | 7           | 31                 |                 |                                                               | Computer History Museum, Ca.                                                         | Ja                 |             |
| George Scheutz          | Edvard Scheutz                                   |                              | Demonstrator                   | 1837      | 1843             | 3           | 5                  | ---             | ---                                                           | Tekniska museet, Stockholm                                                           | Nein               |             |
| George Scheutz          | Edvard Scheutz, Johan Wilhelm Bergström          | Scheutz No. 1                | funktionsfähig                 | 1851      | 1853             | 4           | 15                 | 8               | Dudley Observatory, Schenectady, N.Y.                         | National Museum of American History, Smithonian Institution, Washington D.C.         | Ja                 |             |
| George Scheutz          | Edvard Scheutz, Bryan Donkin                     | Scheutz No. 2                | funktionsfähig                 | 1857      | 1859             | 4           | 15                 | 8               | Standesamt (General Register Office), Sommerset House, London | Science Museum, London                                                               | Ja                 |             |
| Martin Wiberg           | Martin Wiberg                                    |                              | funktionsfähig                 |           | 1860             | 4           | 15                 |                 |                                                               | Tekniska museet, Stockholm                                                           | Ja                 | :32–33      |
| Alfred Deacon           | Alfred Deacon                                    |                              | funktionsfähig                 |           | 1862             | 3           | 20                 |                 |                                                               |                                                                                      |                    | :136:48,155 |
| George Barnard Grant    | George Barnard Grant                             |                              | Demonstrator                   | 1870      | 1871             |             |                    |                 | ---                                                           | ---                                                                                  | ---                | [ 45 ]      |
| George Barnard Grant    | George Barnard Grant                             | Grant’s Difference Engine    | bedingt funktionsfähig:132–135 | 1874      | 1876             |             |                    |                 | ---                                                           | ---                                                                                  | ---                | :132–135    |
| George Barnard Grant    | George Barnard Grant(?)                          | Grant’s Difference Engine    | funktionsfähig                 |           | 1876 oder später |             |                    |                 | Provident Mutual Life Insurance Company                       | unbekannt                                                                            | Ja                 | :176        |
| Christel Hamann         | Christel Hamann                                  |                              | funktionsfähig                 |           | 1909             | 2           | 16                 |                 | Bauschinger, Peters                                           | ---                                                                                  | ---                | :XI-XV      |
| T. C. Hudson            | Burroughs Adding Machine Company                 |                              | funktionsfähig                 |           | 1912             | 2           |                    |                 |                                                               |                                                                                      |                    | :450–451    |
|                         | Brunsviga                                        | Brunsviga Dupla              | funktionsfähig                 |           | 1928             | 2           | 16                 | ---             |                                                               | Deutsches Museum, München; Braunschweigisches Landesmuseum (z. Z. nicht ausgestellt) |                    | [ 7 ]       |
|                         |                                                  | Hollerith Tabulating Machine | funktionsfähig                 |           |                  |             |                    |                 |                                                               |                                                                                      |                    | [ 51 ]      |
| Alexander John Thompson | Alexander John Thompson, 4 mal Triumphator Typ C |                              | funktionsfähig                 |           | 1924–1950        | 4           | 13                 | ---             | Alexander John Thompson                                       | Dept. of Statistical Science, University College London                              | Ja                 | :liv-lvi    |